# Heinz Walter Florin
Heinz Walter Florin (* 18. März 1965 in Bonn) ist ein deutscher Dirigent, Komponist, Arrangeur und Pianist.

## Leben
Den ersten Klavierunterricht bekam er im Alter von fünf Jahren bei seinem Vater. Als Zwölfjähriger machte er zum ersten Mal als Klaviersolist und Liedbegleiter im Raum Bonn auf sich aufmerksam.
Nach dem Abitur begann er 1985 sein Musikstudium im Fach künstlerische Reife und Instrumentalpädagogik für Klavier bei Hans Giesen an der Robert Schumann Hochschule in Düsseldorf. Nach einem weiteren Klavierstudium bei Vitaly Margulis in Freiburg schloss er seine Klavierausbildung in der Meisterklasse von Viktor Merzhanov (Moskau) ab.
1995 erschien seine erste Klaviersolo-CD mit Opernphantasien von Franz Liszt beim Label Villa Artis.
Heinz Walter Florin begann 1994 seine Dirigentenlaufbahn mit dem Studium an der Musikhochschule in Maastricht, das mit dem Abschlussdiplom für Orchesterleitung endete. Währenddessen machte er seine ersten Theatererfahrungen als Korrepetitor und stellvertretender Chordirektor an der Oper Bonn. Er nahm an Meisterkursen bei Dirigenten wie Jorma Panula teil. Ebenfalls leitete in dieser Zeit viele Einstudierungen von Solisten und Chören für WDR-Opernproduktionen, die Preise der Schallplattenkritik bekamen.

## Leistungen
Unter der Leitung Florins fanden Konzerte, Rundfunk- und Filmmusikaufnahmen mit der NDR Radiophilharmonie Hannover, dem Beethoven Orchester Bonn, dem WDR Rundfunkorchester Köln, dem Sinfonieorchester Wuppertal, dem Beijing Symphony Orchestra, dem Orchester Nordwestdeutsche Philharmonie, Württembergische Philharmonie Reutlingen, mit den Nürnberger Symphonikern und vielen anderen Orchestern, Chören sowie Gesangs- und Instrumentalsolisten statt.
Seit dem Jahr 1998 leitet er den Bonner Kammerchor Collegium Cantandi und seit 2000 den Deutz-Chor Köln.
Im Jahr 2007 wurde er Chefdirigent der Elblandfestspiele Wittenberge in Co-Produktion mit dem RBB-Fernsehen und dem Orchester „Deutsches Filmorchester Babelsberg“.
Ab dem Jahr 2012 leitet er das neugegründete „Jacques Offenbach Orchester Köln“.
Als Komponist und Arrangeur ist Heinz Walter Florin seit 1995 tätig. So wird seit dem Jahr 2012 sein Orchesterwerk „Das Mädchen mit den Schwefelhölzern“ vom Hamburger Sikorski Musikverlage verlegt. 2003 fand die Uraufführung seiner symphonischen Dichtung „Symphonie in kölsch“ in der Kölner Philharmonie statt, die auch vom WDR co-produziert wurde. Er schreibt die Arrangements für CD-Produktionen und Rundfunksendungen der BBC, des WDR, NDR, RBB, ZDF, sowie für große Film- und Musicalgalaabende und orchestrierte und dirigierte preisgekrönte Fernsehfilm- und Kinoproduktionen wie „Das Wunder von Lengede“ (Sat.1), „Der Untergang der Pamir“ (ARD) und „Der kleine Dodo“ (Warner Bros.).
Heinz Walter Florin ist der Arrangeur und musikalische Leiter von Adrienne Haans Erfolgsprogramm Tehorah, das 2015 in der Carnegie Hall Premiere feierte.